# Batalla de Gitión
La batalla de Gitión se libró en el año 195 a. C. entre Esparta y la coalición formada por Roma, Rodas, la Liga Aquea, Pérgamo y Macedonia. Como el puerto de Gitión era una importante base espartana, los aliados decidieron capturarlo antes de avanzar en terreno espartano. Los romanos y los aqueos se sumaron a las afueras de la ciudad a las flotas rodia y pergamenea. Los espartanos resistieron, pero uno de los comandantes, Dexagóridas, decidió entregar la ciudad a un legado. Cuando Gorgopas, el otro comandante, lo descubrió, lo mató y se hizo con el mando único de la ciudad. Después del asesinato de Dexagóridas, los lacedemonios resistieron aún más vigorosamente. Sin embargo, las fuerzas aliadas de Flaminino ascendían a más de 40 000 hombres, por lo que los espartanos decidieron entregar Gitión a cambio de poder salir de ella sanos y salvos. El resultado de este enfrentamiento forzó a Nabis, tirano de Esparta, a abandonar las tierras circundantes y replegarse a su capital, donde un año después capitularía ante los aliados.

## Preludio
Los macedonios habían sido derrotados en la segunda guerra macedónica en el año 197 a. C., dejando Argos bajo el control de los espartanos. Esta adquisición por parte de Esparta significó un revés para la Liga Aquea, que había estado tratando de incorporar Argos a la Liga durante muchos años. Los romanos, vencedores de aquel conflicto, heredaron de los vencidos el control de los asuntos griegos; sin embargo, decidieron no ocupar Grecia, aunque enviaron guarniciones a algunas ciudades durante cinco años. El tirano de Esparta, Nabis, que se proclamaba a sí mismo rey, era motivo de preocupación para la Liga Aquea, pues lo consideraba una amenaza para la paz en Grecia.
En 195 a. C., Flaminino convocó a su ejército de Grecia y el de sus aliados en Platea (Beocia). Desde allí marcharon a Argos, donde se les unieron 10 000 y 1000 efectivos aqueos de infantería y caballería, respectivamente. Después de unas breves escaramuzas, los aliados decidieron abandonar el asedio y lanzarse sobre Tegea. Luego avanzaron sobre Carias, donde se les sumaron 1500 macedonios y 400 caballeros tesalios.
Nabis también hizo sus propios preparativos. Siempre había tenido buenas relaciones con los líderes cretenses, y les pidió 1000 de sus mejores soldados para que le ayudaran. Junto a estos, reclutó 3000 mercenarios y 10 000 ciudadanos. Los romanos y sus aliados habían avanzado entonces hasta Selasia, no muy lejos del norte de Esparta. Fueron derrotados en una pequeña batalla y se retiraron, pero vencieron después a los espartanos y los obligaron a replegarse dentro de la ciudad.

## La batalla
Algunas ciudades costeras se entregaron a los romanos, lo que permitió a estos hacerse con una base costera en Laconia. Gitión era una gran ciudad, y los espartanos la habían hecho su principal puerto y arsenal naval. Los romanos llegaron hasta allí, donde se les unió la flota combinada rodio-pergamenea. Los marineros de la flota romana, rodia y pergamenea construyeron máquinas de asedio que tuvieron efectos devastadores en las murallas. Uno de los comandantes de la ciudad, Dexagóridas, ofreció la entrega de la ciudad al legado a cargo de la flota, ya que Flaminino no se encontraba allí en ese momento. Pero cuando el otro comandante, Gorgopas, le descubrió, asesinó a Dexagóridas.

Macedonia y el mundo egeo

Ahora, con la ciudad bajo el mando único de Gorgopas, los defensores se vieron fortalecidos. El sitio estaba resultando aún más difícil, pues Flaminino llegó con hasta 4000 soldados romanos. Con la llegada de refuerzos, la moral aliada aumentó y comenzaron a bombardear de nuevo la ciudad con las máquinas de asedio, mientras que la flota rodio-pergamenea continuó ejerciendo presión sobre los espartanos desde el mar. Los espartanos, a sabiendas de que no tenían muchas posibilidades de resistir un renovado asalto aliado, decidieron entregar la ciudad a los romanos con la condición de que se permitiera a la guarnición salir de Gitión sanos y salvos.

## Consecuencias
Cuando Nabis supo de la caída de Gitión ante los aliados, decidió abandonar el resto del campo laconio que todavía controlaba. Envió también emisarios a Flaminino ofreciéndole parlamentar. Al término del parlamento, los romanos atacaron Esparta, pero pudieron rechazarse los primeros asaltos aliados. Al ver Nabis lo desesperada de su situación, acordó la entrega de la ciudad a los romanos. Los romanos obligaron a Nabis abandonar Argos y la mayoría de las ciudades costeras de Laconia. Con las ciudades arrebatadas a los espartanos en Laconia, los romanos crearon la Unión de Laconios Libres. A pesar de su victoria, los romanos no derrocaron a Nabis, pues deseaban un estado fuerte en el Peloponeso para contrarrestar a la creciente Liga Aquea. El tirano de Esparta atacó Gitión dos o tres años después, solo para retirarse después de no haber sido capaz de capturar la ciudad. En 192 a. C. fue asesinado por los etolios antes de intentar otro ataque sobre la ciudad. En el año 189 a. C., los espartanos, tras haber sido privados de su puerto, atacaron y capturaron la ciudad de Las. Los aqueos, amenazados por el ataque exigieron la entrega de los responsables del ataque, y cuando recibieron la negativa, tomaron la ciudad.